# John Storgårds
John Gunnar Rafael Storgårds (Helsinki, 20 ottobre 1963) è un violinista e direttore d'orchestra finlandese.

## Biografia
Storgårds ha studiato violino con Esther Raitio e Jouko Ignatius all'Accademia Sibelius di Helsinki, e ha proseguito i suoi studi di violino con Chaim Taub in Israele. È stato uno dei membri fondatori dell'orchestra da camera Avanti!.
Dopo l'esperienza che l'ha portato a condurre la sezione violini delle orchestre, il suo interesse nella direzione d'orchestra è aumentato dopo aver ricevuto l'invito a condurre la Helsinki University Symphony Orchestra Successivamente tornò all'Accademia Sibelius nel periodo 1993-1997 per studiare direzione d'orchestra con Jorma Panula e Eri Klas.
Nel 1996, Storgårds divenne Direttore Artistico dell'Orchestra da Camera della Lapponia. Nel 2003 divenne il principale direttore esterno dell'Orchestra filarmonica di Helsinki, e nell'autunno del 2008 ne divenne il direttore principale, con un contratto iniziale di quattro anni, prolungato al 2014.
Nel mese di ottobre 2013 l'orchestra ha annunciato un ulteriore prolungamento del suo contratto fino al dicembre 2015, momento in cui Storgårds prevede di dimettersi dalla direzione d'orchestra principale.
Dal 2006 al 2009, Storgårds è stato direttore principale dell'Orchestra Filarmonica di Tampere. Storgårds ha ricoperto incarichi di direzione artistica di molti festival estivi; più di recente, della Korsholm Music Festival nel periodo 2004–2006, e dell'Avanti's! Summer Sounds Festival.
Al di fuori della Finlandia, nel marzo 2011, Storgårds è stato nominato direttore esterno principale della BBC Philharmonic, e direttore effettivo a partire dal gennaio 2012, succedendo a Vasilij Sinajskij.
Storgårds ha ricevuto il Premio di Stato finlandese per la musica nel 2002. Ha eseguito un certo numero di incisioni internazionali per Ondine, Sony e BIS Records, tra cui musiche di Andrzej Panufnik e John Corigliano.
La sua registrazione del Concerto per violino "Tala Gaisma" (Distant Light) e della Sinfonia n. 2 di Pēteris Vasks ha vinto il Cannes Classical Disc of the Year Award nel 2004.
Nel 2014 ha pubblicato con la BBC Philharmonic la raccolta completa delle sinfonie di Jean Sibelius, comprensiva di tre frammenti dell'ottava sinfonia.